# Kabernik
Kabernik je naselje u općini Višegrad, Republika Srpska, BiH.

## Stanovništvo
Nacionalni sastav stanovništva 1991. godine, bio je sljedeći:
| Narod     | Broj stanovnika |
| --------- | --------------- |
| Muslimani | 343             |
| Srbi      | 48              |
| Ostali    | 2               |
| Ukupno    | 393             |